# Vila Cortês da Serra
Vila Cortês da Serra es una freguesia portuguesa del concelho de Gouveia, con 10,01 km² de superficie y 312 habitantes (2001). Su densidad de población es de 31,2 hab/km².